# Francisco Madero

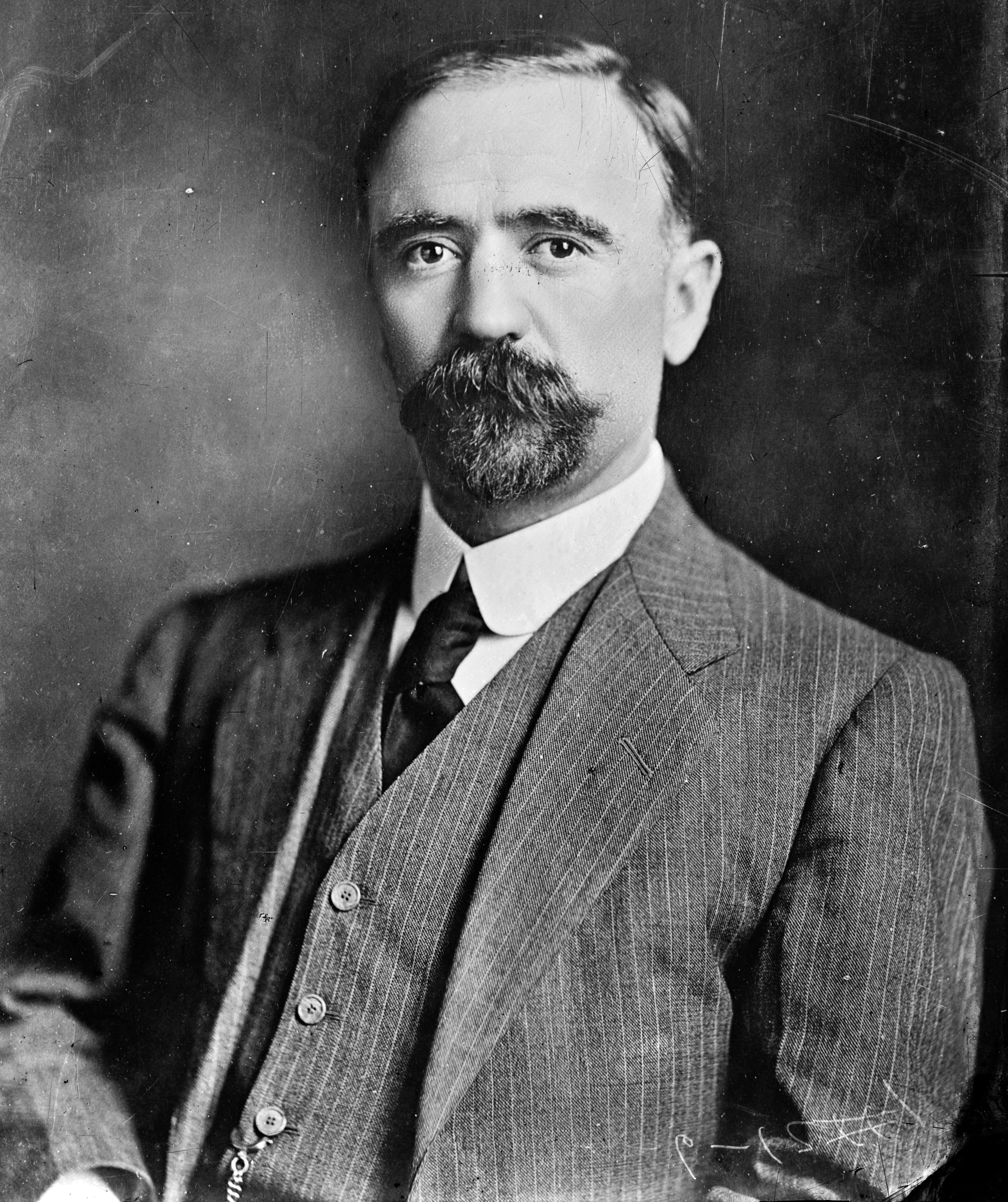
Francisco Ignacio Madero

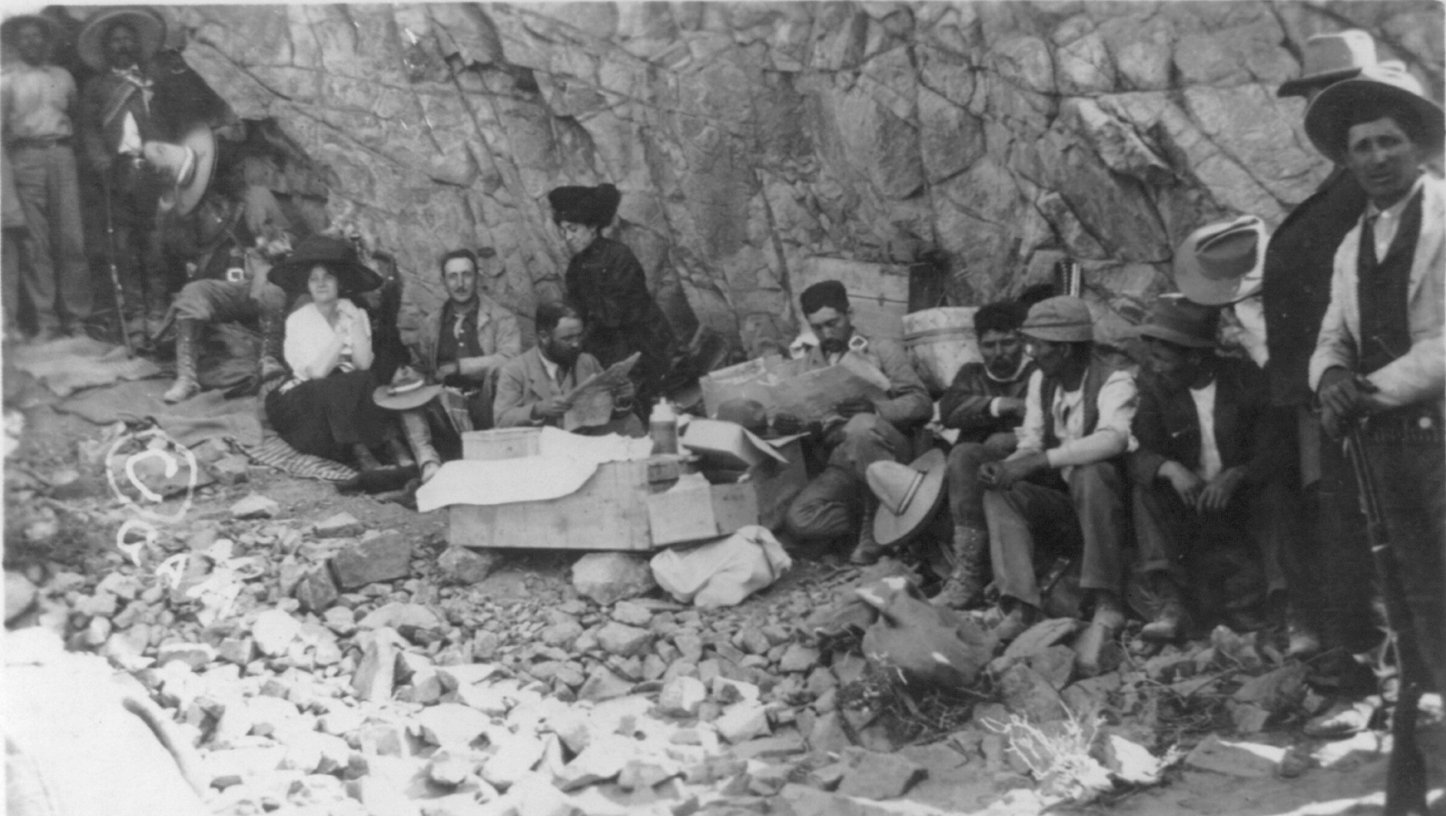
Francisco I. Madero mit Rebellen

Francisco Ignacio Madero González (* 30. Oktober 1873 in Parras de la Fuente; † 22. Februar 1913 in Mexiko-Stadt) war mexikanischer Revolutionär, Staatsmann und Präsident Mexikos (1911–1913).

## Leben
Madero entstammte einer Spirituosen-Dynastie und war Sohn eines vermögenden Grundbesitzers. Die Maderos zählten zu den größten Baumwollproduzenten Mexikos und besaßen 167.000 Hektar Land. Zum Zweck der Profitsteigerung kamen auf ihren Ländereien modernste Technologie und neueste Management-Methoden zum Einsatz.
Durch seine oppositionelle Haltung zum diktatorischen Regime von Porfirio Díaz schloss er sich der Liberalen Partei Mexikos an, überwarf sich aber wenige Jahre später mit ihr, weil er die zunehmende Radikalisierung durch den Einfluss der nordamerikanischen Anarchisten ablehnte.
Aus seiner Kritik gegen den Diktator verfasste er 1908 das Buch La successión presidencial en 1910 (Die Präsidentschaftsnachfolge im Jahre 1910), in dem er das mexikanische Volk dazu aufrief, Díaz nicht wiederzuwählen. Durch dieses Buch, aber vor allem auch durch die Organisation einer Anti-Wiederwahl-Partei, wurde Madero zum einflussreichsten politischen Gegner von Präsident Díaz.
Während des Wahlkampfes 1910 wurde Madero wegen angeblicher revolutionärer Aktivitäten inhaftiert, so dass Díaz die Wahl gewann. Im November desselben Jahres kam Madero frei und floh nach Texas, wo er eine Revolution (Mexikanische Revolution) gegen Díaz ausrief.
Nach der Rückkehr nach Mexiko begann er mit seinem Feldzug, der im Mai 1911 mit der Eroberung von Ciudad Juárez gipfelte. Díaz musste darauf zurücktreten, und Madero wurde im November 1911 Präsident Mexikos. Madero beließ alle Abgeordneten und Offiziere des Díaz-Regimes in ihren Ämtern. Aufgrund seiner politischen Unerfahrenheit und Widerstandes aus den eigenen Reihen gelang es ihm nicht, seine Reformen durchzusetzen.
1912 brachen im Süden und Norden des Landes gleichzeitig Rebellionen aus und im Februar 1913 stürzte der Oberbefehlshaber der Armee, General Victoriano Huerta, Madero und übernahm das Präsidentenamt.
Am 22. Februar 1913 wurde Madero, während er auf seinen Prozess wartete, bei einem angeblichen Fluchtversuch im Hinterhof des Palacio de Lecumberri ermordet.
Francisco Madero war Freimaurer.

## Familie
Francisco Maderos Brüder
- Gustavo (1875–1913)
- Emilio (1880–1962)
- Julio (1886–1946) und
- Raúl (1888–1982)

nahmen an seiner Seite an der Mexikanischen Revolution teil.